# Георгиевска лента (акция)
 Тази статия е за акцията.  За наградата вижте Георгиевска лента (награда).  
„Георгиевска лента“ е акция по раздаване и носене на символични ленти, по случай Деня на Победата на СССР във Великата Отечествена война (9 май 1945). РИА „Новости“ и Регионалната обществена организация за социална поддръжка на младежта „Студентска община“ (на руски: Региональная общественная организация социальной поддержки молодёжи „Студенческая община“) през 2005 година започват кампанията, която продължава ежегодно.
Според един от основателите на акцията за 9 години са раздадени над 100 милиона символични „Георгиевски ленти“ в 73 държави по света. От 2012 г. в Деня на Победата всяка година се провежда марш на Безсмъртния полк.
По време на антиправителствените протести в Украйна през 2013 г. и конфликта с Русия през 2014 г. Георгиевската лентичка се използва и като символ на движението „Антимайдан“, противопоставящо се на Евромайдана.

## Кодекс на акцията
1. Акцията „Георгиевска лента“ е нетърговска и неполитическа;
2. Целта на акцията е създаване на символ на празника „Ден на Победата“;
3. Този символ е израз на уважение към ветераните, принос към паметта на падналите на бойното поле, благодарност към хората, отдали всичко за фронта. На всички, благодарение на които е постигната победата през 1945 г.;
4. „Георгиевската лента“ не е хералдически символ. Тя е символична лента, реплика на традиционния биколор на наградата „Георгиевска лента“;
5. Не се допуска използването на оригинални наградни Георгиевски или Гвардейски ленти в акцията. „Георгиевската лента“ е символ, а не награда;
6. „Георгиевската лента“ не може да бъде обект на покупко-продажба;
7. „Георгиевската лента“ не може да се използва за промоции на стоки и услуги. Не се допуска използването на лентата в качеството на съпътстваща стока или като елемент на търговската опаковка;
8. „Георгиевската лента“ се разпространява безплатно. Не се допуска раздаването на ленти на посетители на търговски обекти като поощрение за извършена покупка;
9. Не се допуска използването на „Георгиевската лента“ за политически цели на каквито и да било политически партии и движения;
10. „Георгиевската лента“ може да има един или два надписа: „www.9may.ru“ и името на града/държавата, където е произведена. Не се допускат други надписи на лентата.[1]

- Хора и военна техника с георгиевски ленти
- Полагане на венци на Паметника на незнайния воин в Москва
- Ветерани на парада по случай Деня на Победата в Москва
- Войници на БТР в Донецк
- Бойна машина на десанта „БМД-4М“ в Донецк
- Самоходно оръдие 2С1 „Гвоздика“ в Донецк
- Реактивен гранатомет БМ-21 „Град“ в Донецк

## Акцията „Георгиевска лента“ в България
На 9 май 2014 г. – 69-а годишнина от победата на СССР във Великата Отечествена война, депутатите от БСП и Атака отиват на работа в Народното събрание с георгиевски ленти на реверите. Членове на НД „Русофили“ раздават георгиевски ленти в София и други градове на страната, по случай празнуването на 9 май в България.

## Българи с георгиевски ленти
На 9 май 2010 г. президентът на България Георги Първанов, с георгиевска лента на ревера, присъства на военния парад на Червения площад в Москва, по случай 65-а годишнина от Победата.
На 9 май 2015 г. българката Ирина Бокова, в качеството си на генерален секретар на ЮНЕСКО, с георгиевска лента на ревера, присъства на военния парад на Червения площад в Москва, по случай 70-а годишнина от Победата.
На същата дата председателят на БСП и ПЕС Сергей Станишев, председателят на национално движение „Русофили“ Николай Малинов, членове на младежкото движение на „Атака“ и български граждани, закичени с георгиевски ленти, поднасят цветя и венци на паметника на Съветската армия.
На 9 май 2016 г. бившият президент на България и председател на АБВ Георги Първанов, депутатът и председател на БСП Корнелия Нинова, депутатът и председател на „Атака“ Волен Сидеров участват в първото шествие на Безсмъртния полк в България, закичени със символични георгиевски ленти.